# Ayutla de los Libres
Ayutla de los Libres è un comune del Messico, situato nello stato di Guerrero.